# Gandzorigijn Ganchujag
Gandzorigijn Ganchujag (ur. 21 kwietnia 1976) – mongolski zapaśnik w stylu wolnym. Pięciokrotny uczestnik mistrzostw świata, jedenasty w 1998. Szósty na igrzyskach azjatyckich w 1998. Brązowy medalista igrzysk wschodniej Azji w 1997. Srebrny medalista mistrzostw Azji w 2001 roku.